# Campeonato Mundial de Voleibol Masculino Sub-21
O Campeonato Mundial de Voleibol Masculino Sub-21 é um torneio de voleibol internacional reservado para jogadores abaixo de 21 anos. Foi criado em 1977 e sua primeira edição foi realizada na cidade do Rio de Janeiro, no Brasil. A União Soviética foi a primeira campeã e a Rússia é herdeira de todos os seus feitos, sendo a maior campeã da competição com dez títulos.

## História
A União Soviética foi a primeira campeã desta competição, após ter enfrentado a China na decisão. A Rússia, sendo a herdeira natural de todos os feitos da ex-URSS, é a maior campeã desta categoria (dez títulos ao todo, quatro destes ainda como URSS). O Brasil desponta como o segundo maior vencedor desta competição com quatro conquistas.

## Quadro de medalhas
| Ordem | País          | Medalha de ouro | Medalha de prata | Medalha de bronze | Total |
| ----- | ------------- | --------------- | ---------------- | ----------------- | ----- |
| 1     | Rússia        | 10              | 3                | 4                 | 17    |
| 2     | Brasil        | 4               | 6                | 4                 | 14    |
| 3     | Polônia       | 3               | 0                | 1                 | 4     |
| 4     | Irã           | 2               | 0                | 1                 | 3     |
| 5     | Itália        | 1               | 5                | 2                 | 8     |
| 6     | Bulgária      | 1               | 0                | 2                 | 3     |
| 7     | Coreia do Sul | 1               | 0                | 1                 | 2     |
| 8     | Cuba          | 0               | 3                | 2                 | 5     |
| 9     | Argentina     | 0               | 2                | 1                 | 3     |
| 10    | China         | 0               | 1                | 1                 | 2     |
| 11    | França        | 0               | 1                | 0                 | 1     |
| 11    | Japão         | 0               | 1                | 0                 | 1     |
| 13    | Chéquia       | 0               | 0                | 1                 | 1     |
| 13    | Sérvia        | 0               | 0                | 1                 | 1     |
| 13    | Venezuela     | 0               | 0                | 1                 | 1     |